# An Innocent Adventuress
An Innocent Adventuress er en amerikansk stumfilm fra 1919 af Robert G. Vignola.

## Medvirkende
- Vivian Martin som Lindy
- Lloyd Hughes som Dick Ross
- Edythe Chapman som Heppy
- Gertrude Norman som Mrs. Cribbley
- Jane Wolfe som Mrs. Bates